# Poder Judicial y Conflictos Políticos
Poder Judicial y Conflictos Políticos es una trilogía de libros realizados por los académicos Elizabeth Lira y Brian Loveman. En estos tres tomos se realizó una investigación sobre casos judiciales que dan a conocer el funcionamiento del Poder Judicial en Chile. Se investigaron casos que tienen relación con los conflictos políticos en tres periodos de la historia de Chile entre los años 1925 a 1990. Los tres tomos fueron publicados por la Editorial Lom.

## Tomo I período 1925-1958
En el primer tomo de esta investigación que pretende revelar la actuación histórica y el rol del Poder Judicial en momentos de conflictos políticos desde 1925 hasta el año 1958. En este periodo histórico de Chile, se produjeron "masacres", huelgas ilegales, complots e intentos de Golpe de Estado. Hechos de violencia urbana masiva que iban acompañados de una represión política bajo estado de sitio como otros regímenes de excepción. La verdad judicial que resulta de estos casos permite reconsiderar y revisar la historia oficial y ofrecer una visión distinta, y a veces sorprendente, sobre algunos acontecimientos críticos de la historia de Chile.

## Tomo II período 1958-1973
En el segundo tomo de esta investigación sobre la actuación histórica y el rol político del Poder Judicial en el periodo 1958-1973, una época que se caracterizó por la polarización y la agudización de la violencia política en Chile, una tendencia que se reflejó en los procesos judiciales, con frecuentes interpretaciones contradictorias sobre los derechos vulnerados o amenazados. En ese contexto, las disputas por la extensión y los límites del derecho de propiedad, especialmente en el contexto de la reforma agraria; las demandas populares y de la clase media por reformas institucionales y cambios radicales en el sistema político-económico; las reformas en los sistemas de salud y educación; las políticas públicas de vivienda y la expansión de derechos laborales, son algunos de los temas que engloban los casos analizados en este volumen. En los conflictos y procesos judiciales analizados se revelan las profundas diferencias ideológicas y políticas existentes en el país, haciendo cada vez más difícil asegurar la percepción de imparcialidad, de neutralidad e independencia de los tribunales frente a las actuaciones de grupos y movimientos sociales y políticos que llamaban a hacer cambios revolucionarios o a impedirlos. Este tomo concluye considerando los conflictos entre el Poder Judicial y el gobierno del presidente Salvador Allende, el rol del Poder Judicial en el proceso que condujo al Golpe de Estado del 11 de septiembre de 1973 como su reacción a la instalación de una Junta Militar de Gobierno.

## Tomo III período 1973-1990
En la última etapa de esta investigación en el periodo Chile: 1973-1990 se describe el rol político y las transformaciones experimentadas por el Poder Judicial bajo la Junta de Gobierno Militar. En 1973, la Corte Suprema rehusó ejercer sus facultades de superintendencia y corrección de los tribunales militares “en tiempo de guerra”, afirmando falta de jurisdicción. La consecuencia principal de esta autolimitación del Tribunal Supremo fue la total desprotección de miles de chilenos, al negárseles de hecho sus garantías constitucionales. La Junta Militar no cerró el Poder Judicial, pero modificó radicalmente la relación entre los poderes del Estado: el Poder Judicial, el Legislativo y el Ejecutivo. El Poder Judicial fue intervenido mediante decretos leyes, “reformando” su estructura y jurisdicción, desde los juzgados del Trabajo y “de Indios” hasta las atribuciones de los tribunales militares, las Cortes de Apelaciones y la Corte Suprema. La Junta de Gobierno suprimió el Tribunal Constitucional, instalado en 1970 mediante una reforma constitucional, y luego lo repuso en la Constitución de 1980, con jurisdicción y atribuciones inéditas. Muchos de los casos originados en actos del régimen militar se han prolongado hasta el siglo XXI.

## Sobre los autores
Elizabeth Lira es Premio Nacional de Humanidades 2017. Actualmente es la Decana de la Escuela de Psicología de la Universidad Alberto Hurtado. Brian Loveman es Académico Emérito de la Universidad Estatal de San Diego. Ambos investigadores realizaron una primera trilogía en relación con los conflictos políticos en Chile, estos son los libros: Las suaves cenizas del olvido. La vía chilena de reconciliación política 1814- 1932, año 1999, Las ardientes cenizas del olvido. La vía chilena de reconciliación política 1932-1994, año 2000 y El Espejismo de la Reconciliación Política. Chile 1990-2002, año 2002. Además ambos académicos han publicado los libros: Las acusaciones constitucionales en Chile. Una perspectiva histórica, año 2000. Políticas de Reparación Chile: 1990-2004, año 2005. Todos estos libros publicados por la editorial LOM. Además han publicado los libros: Leyes de reconciliación en Chile: amnistías, indultos y reparaciones 1819-1999, año 2001. Arquitectura Política y Seguridad Interior del Estado, Chile 1811-1990, año 2002. Acusación constitucional contra el último ministerio del Presidente de la República don José Manuel Balmaceda, año 2003. Los actos de la dictadura. Comisión Investigadora 1931, año 2006, todas estas publicaciones del Centro de Investigaciones Diego Barros Arana, de la DIBAM.